# Sebastian Cönen

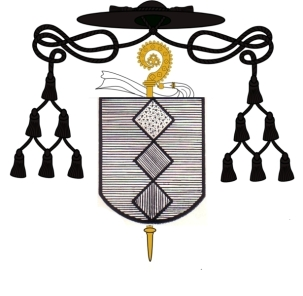
Das Wappen des Abtes Sebastian Cönen

Sebastian Cönen (bürgerlicher Name Johannes Andreas Cönen; * 1697 in Würzburg; † 7. Oktober 1766) war von 1761 bis 1766 Abt des Benediktinerklosters in Münsterschwarzach.

## Münsterschwarzach vor Cönen
Das Kloster Münsterschwarzach blühte unter den Vorgängern des Sebastian Cönen im 17. und 18. Jahrhundert auf. Der Reichtum war auch auf die theologische Hochschule in den Gebäuden des Klosters zurückzuführen, deren Studium von der Universität Würzburg als mit ihrem gleichberechtigt anerkannt werden konnte. Die wissenschaftliche Blüte der Abtei führte gebildete Dozenten und viele Professen an die Schwarzach, das Kloster war auch für seine große Bibliothek berühmt.
Großen Einfluss auf die Erneuerung des Klosters hatte auch Cönens direkter Vorgänger Abt Christophorus Balbus. Während seiner Zeit vollendete Balthasar Neumann die Münsterschwarzacher Klosterkirche, zuvor waren bereits alle anderen Klostergebäude erneuert worden. Balbus ließ das neue Gotteshaus von den besten Künstlern der Zeit ausstatten und die Klosterdörfer mit den alten Altären verzieren. In den sechziger Jahren des 18. Jahrhunderts raubten im Siebenjährigen Krieg allerdings preußische Soldaten die Mainabtei aus.

## Leben
Sebastian Cönen wurde im Jahr 1697 als Johannes Andreas Cönen in Würzburg geboren. Über seine Eltern und Geschwister ist nichts bekannt und auch seine Kindheit und Jugend, sowie seine frühe Ausbildung wird in den Quellen nicht erwähnt. Erst 1712 tauchte er in den Unterlagen der Universität Würzburg als „logices studiosus“ (Student der Logik) wieder auf. Nach seinem Studium begann er eine geistliche Laufbahn und trat im Jahr 1716/1717 in die Abtei Münsterschwarzach ein.
Schnell stieg er auf. Am 24. September 1718 wurde er Subdiakon, am 21. September 1720 bereits Diakon. Cönens Priesterweihe erfolgte am 20. Dezember 1721 in Münsterschwarzach. Im gleichen Jahr erlangte er das theologische Lizenziat an der Hochschule der Abtei. Von 1724 bis 1728 nahm Cönen diesen Lehrauftrag wahr und unterrichtete Theologie als Lektor an der klostereigenen Schule. 
Danach wandte er sich den finanziellen Angelegenheiten des Klosters zu und verwaltete als Prior von 1728 bis 1739 die Ausgaben des Konvents. Später übernahm er seelsorgerische Aufgaben eines Pfarrers im Klosterdorf Nordheim am Main, wo er vom 11. März 1743 bis 1761 in der Laurentiuskirche Dienst tat. Bereits vierundsechzigjährig erhielt er dort die Nachricht von der Resignation seines Vorgängers Abt Christophorus.
Am 15. September 1761 trat der einunddreißigköpfige Konvent zusammen, um einen neuen Abt zu bestimmen. Um etwa 8 Uhr wurde das Ergebnis bekannt gegeben: Sebastian Cönen konnte 25 der 31 Stimmen auf sich vereinigen. Am 12. November 1761 erhielt er seine Konfirmation durch den Würzburger Fürstbischof Adam Friedrich von Seinsheim; dieser benedizierte ihn am 25. November desselben Jahres zum siebenundsechzigsten Abt von Münsterschwarzach. Über seine Amtszeit ist nichts bekannt. Cönen starb am 7. Oktober 1766.

## Wappen
Das Abtswappen des Sebastian Cönen ist lediglich auf einem Siegel aus dem Jahr 1763 überliefert. Beschreibung: „In Blau drei auf die Spitze gestellte Quadrate pfahlweise übereinander in den Farben Gold, Grün, Rot. Auf dem Helm ein wachsender Mann, in der rechten eine Blume haltend, die Linke in die Hüfte gestemmt.“